# Aleksandr Kiricenko
Aleksandr Kiricenko (n. 13 august 1967, Kiev, RSS Ucraineană, URSS) este un ciclist, medaliat olimpic. A participat la 3 ediții ale Jocurilor Olimpice (1988, 1992, 1996) în care a câștigat o medalie de aur.